# Василий Ошанин
Василий Фьодорович Ошанин (на руски: Васи́лий Фёдорович Оша́нин) е руски учен, биолог – ентомолог, географ и пътешественик, изследовател на Централна Азия.

## Биография

### Произход и образование
Роден е на 21 декември 1844 година в село Политовка, сега Липецка област на Русия. Получава домашно образование, а след това завършва гимназия в град Рязан. През 1861 г. постъпва, а през 1865 завършва естествено-историческото отделение на Физико-математическия факултет на Московския университет. По време на следването си се запознава Алексей Федченко, също студент в Московския университет и по-късно изследовател на Памир, заедно с когото основават „Дружество на любителите на естествознанието, антропологията и етнографията“, в което се записват множество студенти.

### Научна кариера
През 1869 г. извършва задгранично пътуване, като известно време работи в зоологическите градини в Неапол и Конкарно. След това преподава естествени науки в московското сиропиталище и в 5-а Московска гимназия. През 1872 г. отново е в задгранична командировка със задачата да се запознае из основи с развитието на бубарството и производството на коприна.
През 1872 г. е назначен за директор на „Туркестанското училище по отглеждане на копринени буби“ и остава като такъв до 1883 г. След това е преподавател по естествени науки в „Туркестанската учителска семинария“. През периода 1887 – 1906 г. е директор на „Първа Ташкентска девическа гимназия“.

### Експедиционна дейност
По време на пребиваването си в Средна Азия извършва няколко експедиции в Памир, които му донасят световна известност. През 1876 г. в качеството си на ботаник участва във военния поход на генерал Михаил Скобелев в Алайския хребет.
През юли 1878 г. организира самостоятелна експедиция в Памир, в която взема участие топографа Гавраил Егорович Родионов. По планински пътища от Самарканд отрядът достига до река Сурхоб (средното течение на Вахш, от системата на Амударя) и се изкачва по нея до съставящата я река Муксу. На юг, по левия бряг на Сурхоб открива хребета Петър Първи (6785 м). В изворите на Муксу открива ледника Федченко (14 септември, дължина 71,2 км, площ 900 км2, най-големия долинен ледник в света). Южно от хребета Петър Първи открива Дарвазкия хребет (ок. 200 км, 6083 м), а между реките Кафирниган и Вахш – Каратегинския хребет (80 км, 3950 м). През Алайската долина завършва пътешествието си във Фергана.
През 1881 г. обхожда районите около Ташкент, Джизак и Ходжент и анализира пораженията от нашествието на скакалци.
Аналогични експедиции извършва през 1884 г. в районите на Самарканд и Пенджикенд, а през 1886 – в горния басейн на река Чирчик. През 1887 г. посещава района на град Верний (сега Алма Ата) и описва и анализира последствията от голямото земетресение.

### Следващи години
Ошанин остава в Средна Азия до 1906 г., когато се завръща в Европейска Русия. Научната му работа е посветена главно върху Hemiptera, като е считан за един от най-добрите специалисти по ентомология. В допълнение Ошанин публикува статии за географията на Централна Азия.
Умира на 25 януари 1917 година в Петроград на 72-годишна възраст.